# Liste der Bischöfe von Salamanca
Die folgenden Personen waren Bischöfe von Salamanca (Spanien):
- Heiliger Pio (ca. 83)
- Cetulo (ca. 203)
- Salutato (ca. 223)
- Peter I. (ca. 245)
- Peter II. (ca. 269)
- Germanus (ca. 298)
- Savio (ca. 305)
- Johannes (ca. 332)
- Juvenco (ca. 337)
- Eleuterio (um 589)
- Teveristo (um 610)
- Hiccila (um 633 bis 638)
- Egereto (um 646 bis 656)
- Justo (um 666)
- Providencio (um 681)
- Olemundo (um 683 bis 693)
- Quindulfo (ca. 830)
- Dulcidio I. (ca. 876)
- Sebastian I. (ca. 880)
- Fredesindo (ca. 898)
- Dulcidio II. (ca. 921)
- Teodomundo (ca. 960)
- Salvato (ca. 973)
- Sebastian II. (ca. 987)
- Gonzalo I. (ca. 1022)
- Jerónimo de Perigord (1102–1120)
- Giraldo (1121–1124)
- Munio (1124–1130)
- Alonso Pérez (1130–1131)
- Navarro (1133)
- Berengario (1135–1150)
- Iñigo Navarro (1152–1159)
- Ordoño (1159–1164)
- Gonzalo II. (1165–1166)
- Pedro Suárez de Deza (1166–1173)
- Vidal (1173–1194)
- Gonzalo Fernández (1195–1226)
- Diego (1226)
- Pelagio (1227)
- Martín (1229–1245)
- Mateo (1246–1247)
- Pedro Pérez (1247–1264)
- Domingo Martínez (1264–1267)
- Gonzalo Rodríguez (1273–1279)
- Nuño (1278) (Elekt)
- Pedro Suárez (1279–1286)
- Pedro Fechor (1286–1304)
- Alfonso (1306–1309)
- Pedro (1310–1324)
- Bernardo (1324–1327)
- Gonzalo (1327–1329)
- Alonso (1330)
- Lorenzo (1330–1335)
- Lorenzo y Rodrigo Díaz (1335–1339)
- Juan Lucero (1339–1361)
- Alfonso I. Barrasa (1361–1375)
- Alfonso II. (1375 bis ca. 1382)
- Juan de Castellanos (1382 bis ca. 1387)
- Pedro (1387 bis ca. 1389)
- Carlos de Guevara (1389–1392)
- Diego de Anaya Maldonado (1392–1407)
- Alfonso III. (1408)
- Gonzalo de Alba (1408–1412)
- Alfonso IV. (1412–1422)
- Sancho López de Castilla (1423–1446)
- Alfonso V. (1446)
- Gonzalo de Vivero (1447–1482)
- Rafael Riario (1482–1483)
- Diego Meléndez de Valdés (1483–1491) (Elekt)
- Hernando de Talavera (1483–1485) (Apostolischer Administrator)
- Pedro de Toledo (1485–1491) (Apostolischer Administrator)
- Oliviero Carafa (1491–1492) (Apostolischer Administrator)
- Diego de Deza, O.P. (1494–1498) (auch Bischof von Jaén)
- Francisco Bobadilla (1510–1529)
- Luis Cabeza de Vaca (1530–1537) (auch Bischof von Palencia)
- Rodrigo Mendoza Manrique (1537–1545)
- Pedro Castro Lemos (1545–1553) (auch Bischof von Cuenca)
- Pedro Acuña Avellaneda (1555–1555)
- Francisco Manrique de Lara (1556–1560) (auch Bischof von Sigüenza, Haus Manrique de Lara)
- Pedro González Mendoza (1560–1574)
- Francisco Soto Salazar (1576–1578)
- Fernando Tricio Arenzana (1578–1578)
- Jerónimo Manrique Figueroa (1579–1593)
- Pedro Junco Posada (1598–1602)
- Luis Fernández de Córdoba (1602–1615) (auch Bischof von Málaga)
- Diego Ordóñez, O.F.M. (1615–1615)
- Francisco Hurtado de Mendoza y Ribera (1616–1621) (auch Bischof von Pamplona)
- Antonio Corrionero (1621–1633)
- Cristóbal de la Cámara y Murga (1635–1641)
- Juan Valenzuela Velázquez (1642–1645)
- Juan Ortiz de Zárate (1645–1646)
- Francisco Díaz Alarcón y Covarrubias (1645–1648) (auch Bischof von Pamplona)
- Juan Ortiz de Zárate (1645–1646)
- Pedro Carrillo y Acuña (1648–1655)
- Juan Pérez Delgado (1655–1657) (auch Erzbischof von Burgos)
- Antonio Peña Hermosa (1657–1659)
- Francisco Díaz de Cabrera (1660–1661)
- Gabriel Esparza (1662–1670)
- Francisco Seijas Losada (1670–1681)
- Pedro de Salazar (1681–1686)
- José Cosio Barreda (1687–1689)
- Martín de Azcargorta (1689–1693) (auch Erzbischof von Granada)
- Francisco Calderón de la Barca (1693–1712)
- Silvestre García Escalona (1714–1729)
- José Sancho Granado (1729–1748)
- José Zorrilla Sanmartín (1749–1762)
- Felipe Beltrán Serrano (1763–1783)
- Andrés José Barco Espinosa (1785–1794)
- Felipe Antonio Fernández Vallejo (1794–1797) (auch Erzbischof von Santiago de Compostela)
- Antonio Tavira Almazán (1798–1807)
- Gerardo José Andrés Vázquez Parga, O. Cist. (1807–1821)
- Agustín Lorenzo Varela Temes (1824–1849)
- Salvador Sanz Grado (1850–1851)
- Antolín García Lozano (1851–1852)
- Fernando de la Puente y Primo de Rivera (1852–1857) (auch Erzbischof von Burgos)
- Anastasio Rodrigo Yusto (1857–1867) (auch Erzbischof von Burgos)
- Joaquín Lluch y Garriga, O.C.D. (1868–1874) (auch Bischof von Barcelona)
- Narciso Martínez Izquierdo (1874–1884) (auch Bischof von Madrid)
- Tomás Jenaro de Cámara y Castro, O.S.A. (1885–1904)
- Francisco Javier Valdés y Noriega, O.S.A. (1904–1913)
- Julián de Diego y García Alcolea (1913–1923) (auch Patriarch von Westindien)
- Angel Regueras y López (1923–1924)
- Francisco Frutos Valiente (1925–1933)
- Enrique Pla y Deniel (1935–1941) (auch Erzbischof von Toledo)
- Francisco Barbado y Viejo, O.P. (1942–1964)
- Mauro Rubio Repullés (1964–1995)
- Braulio Rodríguez Plaza (1995–2002) (auch Erzbischof von Valladolid)
- Carlos López Hernández (2003–2021)
- José Luis Retana Gozalo (seit 2021)